# Kobersdorf

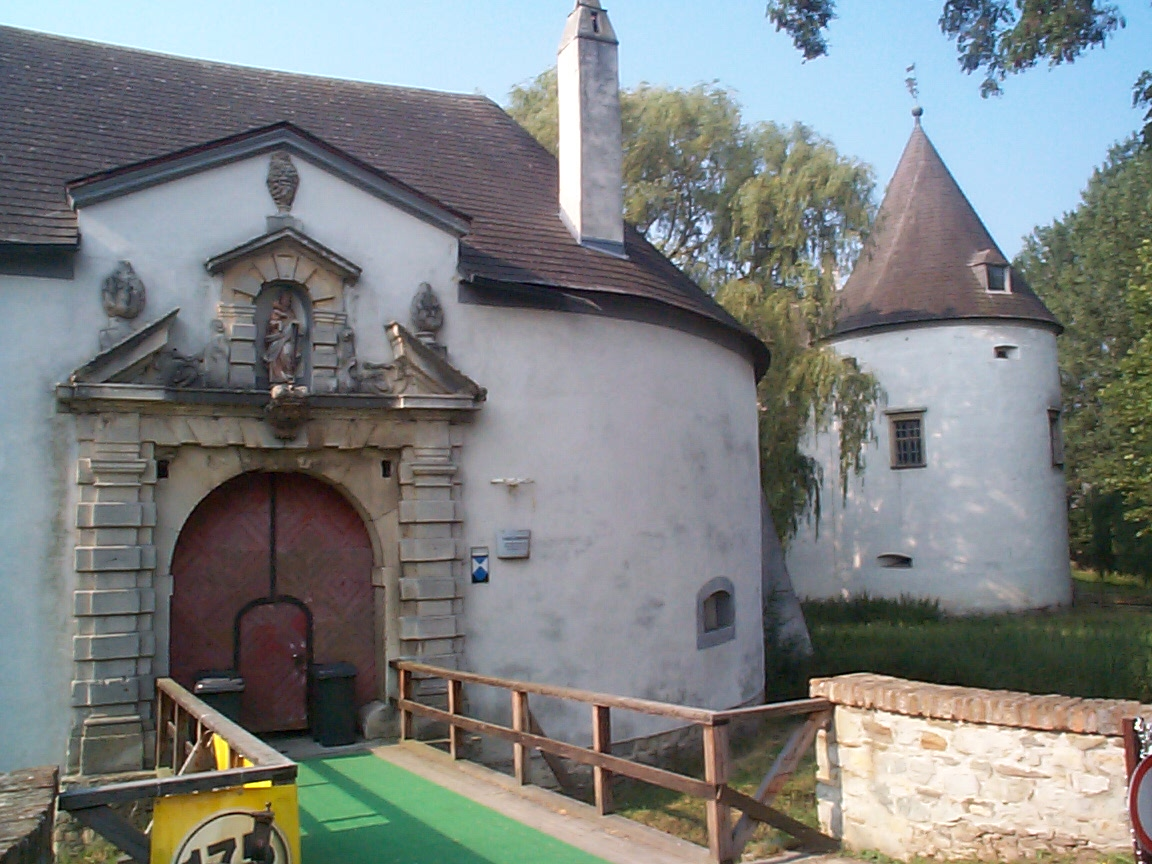
Slottet Kobersdorf.

Kobersdorf (ungerska: Kabold, kroatiska: Kobrštof) är en köpingskommun i det österrikiska förbundslandet Burgenland. Kommunen ligger cirka 16 km norr om distriktshuvudorten Oberpullendorf i mellersta Burgenland. Kobersdorf har anor från medeltiden och omnämndes för första gången på 1300-talet. Fram till 1921 tillhörde Kobersdorf Ungern.
Kommunen består av tre orter (Ortschaften) (inom parentes invånarantal 1 januari 2024):
- Kobersdorf (1 101)
- Lindgraben (179)
- Oberpetersdorf (591)

Kobersdorf är mest känd för sitt slott (Slottet Kobersdorf). Kulturhistoriskt intressant är förutom slottet:
- den katolska kyrkan, byggd 1728 i barock stil
- den protestantiska kyrkan från 1785
- det judiska templet från mitten av 1800-talet i nyromanisk stil

Heimathaus, ett före detta ungerskt tullhus, är idag museum.
På slottet genomförs årligen slottsspelen Kobersdorf i juli månad, där det visas ”klassiska” komedier från bland annat Shakespeare och Molière, men även Molnár och Brecht

## Vänorter
- Waldbrunn, Tyskland